# Alice Cunningham Fletcher
Alice Cunningham Fletcher (15 de marzo de 1838, La Habana – 6 de abril de 1923, Washington D. C.) fue una etnóloga, antropóloga y científica social estadounidense.

## Biografía
Es poco lo que se conoce acerca de los padres de Fletcher; su padre era un abogado de Nueva York y su madre provenía de una prominente familia de Boston. Sus padres se mudaron a La Habana, Cuba con esperanzas, que probaron ser vanas, de aliviar la enfermedad de su padre recurriendo a un clima mejor. Fletcher nació allí en 1838. Después del fallecimiento de su padre en 1839, la familia se mudó a Brooklyn Heights, donde Fletcher asistió a la Academia para Mujeres de Brooklyn, una escuela exclusiva para la élite. Fletcher ofició como maestra de escuela y posteriormente se convirtió en conferencista para sostenerse económicamente, argumentando que los antropólogos y los arqueólogos eran mejores a la hora de descubrir la historia antigua de los humanos. Ella también defendió la educación de los nativos americanos "para así poder adquirir conocimientos sobre la civilización."
Fletcher reconocía a Frederic Ward Putnam como el responsable de estimular su interés en la cultura india americana y comenzó a trabajar con él en el Museo Peabody de Arqueología y Etnología, perteneciente a la Universidad de Harvard.
Estudió los restos de civilizaciones indias en Ohio y los valles de Misisipi, convirtiéndose en miembro del Instituto Americano de Arqueología en 1879.
A partir de 1881, Fletcher trabajó en conjunto con la Escuela India Carlisle en Pensilvania, donde los niños nativos aprendan Inglés, aritmética, y las habilidades diseñadas para permitirles su inserción como ciudadanos estadounidenses.
En 1881, Fletcher realizó un viaje sin precedentes para vivir y estudiar con los indios Sioux dentro de su reserva como representante del Museo Peabody. En sus trabajos la acompañó Susette "Ojos Brillantes" La Flesche, una portavoz Omaha quién había trabajado como intérprete para Oso Parado en 1879 durante el icónico juicio por los derechos civiles de los nativos americanos. También con ellos se encontraba Thomas Tibbles, un periodista quién había ayudado a publicitar la causa de Oso Parado y organizó un tour de conferencias de varios meses de duración en los Estados Unidos.
Estos momentos también marcan el comienzo de una relación que duraría 40 años entre Fletcher y Francis La Flesche, el medio hermano de Susette. Colaboraron profesionalmente y mantuvieron una relación familiar informal. Desde 1890 compartieron una casa en Washington D. C.

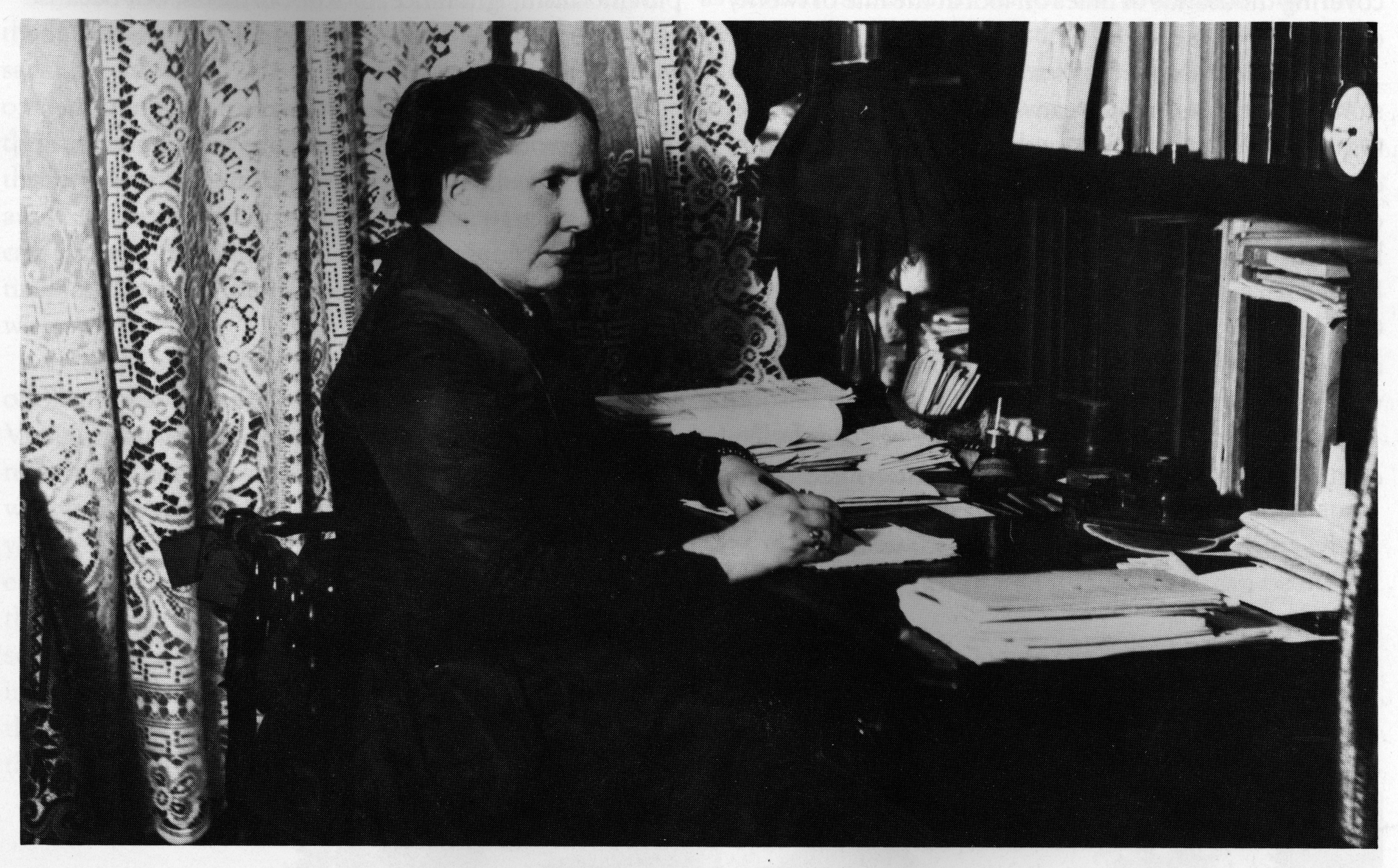
Alice Fletcher en su escritorio

Además de sus investigaciones y escritos, Fletcher desempeñó varios roles especiales durante finales del siglo XIX. En 1883 fue nombrada agente especial por los EE. UU. para asignar tierras a las tribus Miwok, en 1884 ella preparó y envió a la Feria Mundial una exposición dedicada al progreso civilizatorio entre los indios de Estados Unidos de América durante los últimos 25 años, y en 1886 visitó a los nativos de Alaska y las Islas Aleutianas durante una misión encomendada por el comisionado de educación. En 1887 fue designada como agente especial de los Estados Unidos en la asignación de tierras efectuada entre los Winnebago y los Nez Percé bajo el Acta Dawes.
En 1882 fue designada como asistente en el área de Etnología del Museo Peabody, y en 1891 recibió la membresía Thaw, creada específicamente para ella. Siempre activa en sociedades profesionales, fue elegida presidenta de la Sociedad Antropológica de Washington y en 1905 como la primera presidente mujer de la Sociedad Estadounidense de Folclore. Ella también se desempeñó como vicepresidente de la Asociación Estadounidense para el Avance de Ciencia, y fue miembro durante mucho tiempo de la Sociedad Literaria de Washington.
Trabajando a través de la Asociación Nacional para Mujeres Indias, Fletcher introdujo un sistema que permitía realizar pequeños préstamos a nativos americanos, con el cual podrían comprar tierra y casas. Ella también ayudó a conseguir un préstamo para que Susan La Flesche, una mujer Omaha, pudiera concluir sus estudios en Medicina. Graduándose como la mejor de su clase, La Flesche se convirtió en la primera mujer nativa americana doctora.
Posteriormente Fletcher ayudó a escribir, hacer lobby y administrar el Acta Dawes en 1887, la cual desgranó las reservas indias y distribuyó las tierras comunales para permitir la propiedad individual de parcelas de tierra.
En 1888 Fletcher publicó Educación India y Civilización, un informe especial para el Departamento de Educación de los Estados Unidos. Fue una pionera en el estudio de la música nativa americana, un campo de investigación inaugurado por un artículo que publicó en 1893 antes de la Conferencia de Antropología en Chicago. En 1898 en el Congreso de Músicos realizado en Omaha durante la Expo Trans-Misisipi, ella leyó varios ensayos dedicados a las canciones de los nativos americanos. Un grupo de indios Omaha cantaron sus melodías. A partir de este suceso ella escribió su Historia y Canciones Indias de Norte América (1900), donde exploraba una etapa de desarrollo previa al surgimiento de la música "culta".

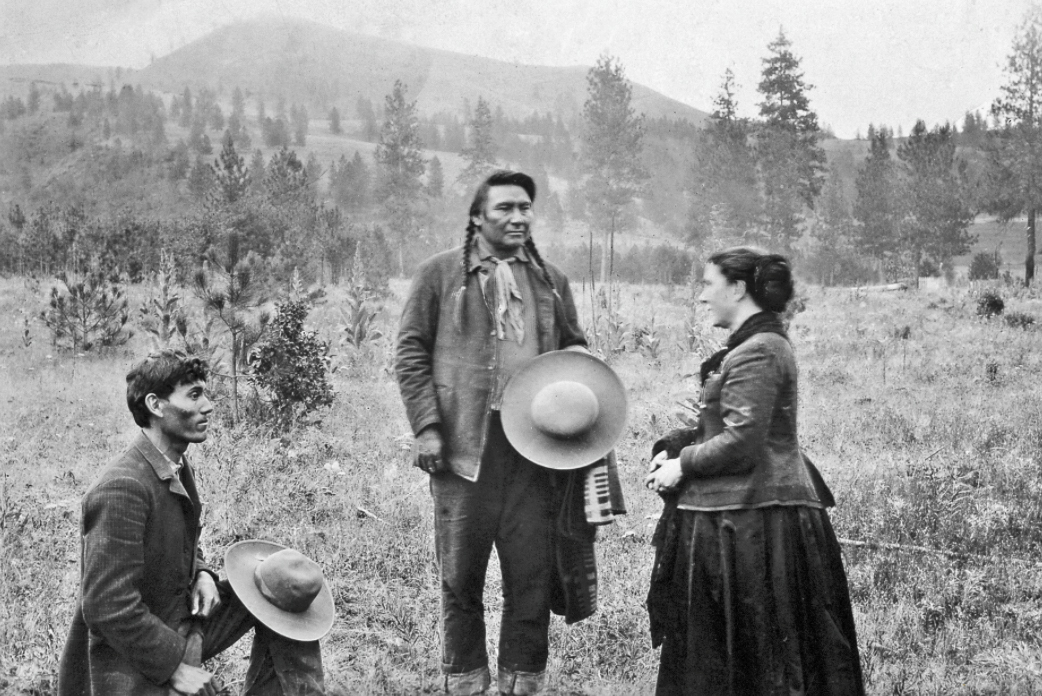
Fletcher y el Jefe Joshep en la Reserva Nez Percé Lapwai en Idaho.

Fletcher trabajó con Frederic Ward Putnam en su investigación en Serpent Mound, Ohio y colaboró en los esfuerzos para recaudar fondos y poder adquirir el sitio en 1886. El sitio fue donado a la Sociedad Arqueológica e Histórica de Ohio en 1900 y es un Hito Histórico Nacional.
En 1930, Margaret Mead comenzó a trabajar con los Omaha, y decidió enfocarse en los aspectos modernos del grupo debido a los extensos trabajos que ya había realizado Alice Fletcher.
A lo largo de su vida Alice Fletcher trabajó con y para las tribus Omaha, Pawnee, Sioux, Arapajó, Cheyenne, Chippewa, Oto, Nez Percé, Ponca y Winnebago.

## Acta Dawes
Alice Fletcher ayudó escribir y pasar el Acta Dawes de 1887. Esta Acta impuso un sistema de propiedad privada de las tierras para las tribus indígenas. Esto supuso un gran cambio porque tradicionalmente estas tribus recurrían a una propiedad comunal de las tierras. A los pueblos indígenas particulares se les adjudicarían hasta 160 acres de tierra. Esta tierra estaba libre de impuestos e iba a permanecer bajo tutela del gobierno durante un periodo de 25 años. En su momento, ella pensó que esto les permitiría a los nativos americanos asimilar las formas europeo-americanas, convirtiéndose en un medio para su supervivencia. El gobierno también quiso obtener tierras "excedentes" para poder venderlas a otros ciudadanos. El Acta Dawes fue responsable del inevitable desmembramiento de todas las reservas indígenas. Hacia 1932 la cantidad de tierras adquiridas alcanzaban aproximadamente 92,000,000 acres de los 138,000,000 acres que poseían los grupos indígenas en 1887. El trabajo de entrega de tierras realizado por Fletcher ha sido considerado como un error en las políticas administrativas de los pueblos nativos americanos y sus tierras. La misma Fletcher pudo haberse dado cuenta de su error dado que abandonó los trabajos políticos para enfocarse estrictamente en la realización de trabajos etnográficos hacia principios del nuevo siglo.

## Trabajos de campo con los Sioux
Fletcher escribió acerca de sus experiencias en los trabajos de campo en 1881 en dos diarios. Estos diarios incluían dibujos de las planicies, las reservas y muchos de los sitios de campamento a lo largo y ancho de Nebraska y Dakota del Sur. A pesar de que muchos de sus escritos en relación con los Sioux parecen bastante insensibles para los criterios antropológicos contemporáneos, "sus escritos reflejan las actitudes con respecto al movimiento de historia y evolución social prevalentes en esos días".

## Trabajos literarios y científicos
En 1911, publica junto a Francis La Flesche La Tribu Omaha. Todavía es considerado como el trabajo definitivo en el tema. En total ella escribió 46 monografías etnológicas. En 1908 ella dirigió la fundación de la Escuela de Arqueología Americana en Santa Fe, Nuevo México. Entre 1899 y 1916 Fletcher estuvo en el comité editorial de la Revista Americana de Antropología, realizando también varias contribuciones en muchos de sus números. Fletcher fue pionera en el estudio de música nativa americana. Se fascinó por su música y bailes por lo que se dedicó a transcribir centenares de sus canciones. En 1898 presentó varios ensayos sobre el tema de las canciones nativas americanas en el Congreso de Músicos en Omaha. De estos ensayos finalmente nacieron sus libros "Historia y Canciones Indias de América del Norte" y "El Hako: Una Ceremonia Pawnee".

## Legado
Alice Fletcher recibió numerosos honores por los trabajos realizados durante su carrera. En 1890 se le otorgó la Membresía Margaret Copley Thaw en Harvard gracias a la cual obtuvo financiamento para trabajos etnográficos y de reforma. Fletcher también se convirtió en Presidenta de la Sociedad Antropológica de Washington en 1903 y en la primera presidente mujer de la Sociedad Estadounidense de Folclore en 1905. Uno de sus colegas, Walter Hough, recordaba a Fletcher como alguien que, "de a poco, apaciblemente pero con gran entereza...hizo lo que pudo por el avance de la ciencia". Sus cenizas se encuentran depositadas en la pared del patio del Museo de Arte de Nuevo México, detrás de una plaqueta de bronce que reza una cita suya.

## Publicaciones
La danza del sol de los Sioux Ogallala. Asociación Americana para el Avance de la Ciencia, 1883
Observaciones sobre las Leyes y Privilegios de los Gens en la sociedad indígena. (Resumen) AAAS, 1884
Formaciones de tierra simbólicas de los Winnebagos. (Resumen) AAAS, 1884
El Festival del Búfalo Blanco de los Uncpapas. 16º Informe Anual del Museo Peabody, 1884
El Misterio o Festival del Ciervo de los Sioux Ogallala. 16° Informe Anual del Museo Peabody, 1884
La Ceremonia Religiosa de los Cuatro Vientos observada por un Sioux Santee. 16° Informe Anual del Museo Peabody, 1884
La logia del fantasma o la sombra: Una ceremonia de los Sioux Ogallala. 16° Informe Anual del Museo Peabody, 1884
El Wa-Wan, o Danza de las Pipas de los Omaha. 16° Informe Anual del Museo Peabody, 1884
Croquis histórico de la tribu Omaha en Nebraska. Washington, 1885
Observaciones sobre el Uso, Simbolismo e Influencia de las Pipas Sagradas
Sobre Amistad entre los Omaha. AAAS, 1885
Tierras entregadas a los indios; Ilustrado por la Experiencia con la Tribu Omaha. AAAS, 1885
Educación y Civilización Indígena. Informe especial, Agencia de Educación de los Estados Unidos. 1888
Sobre la Preservación de los Monumentos Arqueológicos. AAAS, 1888
Informe del Comité para la Preservación de Restos Arqueológicos en Tierras Públicas. AAAS, 1889
Alfabeto fonético de los indios Winnebago. AAAS, 1890
Mesía Indio. Revista de Folclore Estadounidense, 1892
Condado Nez Perce. (Resumen) AAAS, 1892
Sociedad Hal-thu-ska de la tribu Omaha. Revista de Folclore Estadounidense, 1892
Un Estudio sobre la música indígena Omaha. Artículos de Arqueología y Etnografía del Museo Peabody, 1893
Canciones de amor entre los indios Omaha. Congreso internacional de Antropólogos, 1894
Canciones indias: Estudios Personales sobre la Vida india. Revista Century, 1894
Costumbres de caza de los Omaha. Revista Century, 1895
El poste sagrado de la tribu Omaha. AAAS, 1896
Canciones y música india. AAAS, 1896
Vida tribal entre los Omaha. Revista Century, 1896
El uso emblemático de los árboles en el grupo Dakota. AAAS, 1897
Canciones y música india. Revista de Folclore Estadounidense, 1898
Ritual Pawnee utilizado para cambiar el nombre de un hombre. Antropología americana, 1899
Historias y canciones indias de América del Norte. Boston, 1900
Dando Gracias: Una ceremonia Pawnee. Revista de Folclore Estadounidense, 1900
El “Hombre Perezoso” en el folclore indígena. Revista de Folclore Estadounidense, 1901
El culto a las estrellas entre los Pawnee. Antropología Americana , 1902
Folclore Pawnee sobre las estrellas. Revista de Folclore Estadounidense, 1903
El Hako: Una ceremonia Pawnee . 22° Informe Anual, 1904
Estructura tribal: Un Estudio de las tribus Omaha y Cognate. Volumen Aniversario Putman, 1909
La tribu Omaha. (con Francis La Flesche). 27° Informe Anual, 1911
Los Problemas de Unidad o Pluralidad y el Probable Sitio de Origen de los Aborígenes Aamericanos. (Simposio) Algunos Aspectos Etnológicos del Problema. Antropología Americana, 1912
Wakondagi. Antropología Americana, 1912
Breve Historia del Congreso Internacional de Americanistas. Antropología Americana, 1913
Juegos y danzas indias con canciones nativas arregladas a partir de deportes y ceremonias indígenas americanos. Boston, 1915
El Estudio de la Música india. Academia Nacional de Ciencia, 1915
El indio y la naturaleza: Las bases de su organización y ritos tribales. El Hombre Rojo, 1916
Un Deseo de Cumpleaños desde la América nativa. Washington, 1916
La naturaleza y las tribus indias. Arte y Arqueología, 1916
Los conceptos de naturaleza entre los Indígenas americanos. (Resumen) 19° Congreso Internacional de Americanistas, 1917
Oraciones rezadas en la antigua América. Arte y Arqueología, 1920

## Rederencias
1. ↑  «Encyclopedia.com». Alice Cunningham Fletcher facts, information and pictures. Consultado el 6 de febrero de 2016. (enlace roto disponible en Internet Archive; véase el historial, la primera versión y la última).
2. ↑  «Alice Cunningham Fletcher». Consultado el 6 de febrero de 2016.
3. ↑  «Camping With the Sioux:Foreword». Consultado el 6 de febrero de 2016. (enlace roto disponible en Internet Archive; véase el historial, la primera versión y la última).
4. ↑  Charles Scribner's Sons, ed. (1928–1990). «nombre del artículo necesario». Dictionary of American Biography. Nueva York.
5. ↑   Este artículo incorpora texto de una publicación sin restricciones conocidas de derecho de autor:  Varios autores (1910-1911). «Encyclopædia Britannica».  En Chisholm, Hugh, ed. Encyclopædia Britannica. A Dictionary of Arts, Sciences, Literature, and General information (en inglés) (11.ª edición). Encyclopædia Britannica, Inc.; actualmente en dominio público.
6. ↑  «Camping With the Sioux:Forward». Consultado el 6 de febrero de 2016. (enlace roto disponible en Internet Archive; véase el historial, la primera versión y la última).
7. ↑  Camping With the Sioux: Fieldwork Diary of Alice Cunningham Fletcher Archivado el 6 de agosto de 2011 en Wayback Machine., National Museum of Natural History, Archives of the Smithsonian Institution, accessed 26 August 2011
8. ↑  American National Biography. Nueva York: Oxford University Press. 1999.
9. ↑  «Encyclopedia.com». Consultado el 6 de febrero de 2016.
10. ↑  «Library of Congress». Consultado el 6 de febrero de 2016.
11. ↑  «Alice Cunningham Fletcher» (en inglés). Britannica. Consultado el 18 de abril de 2020.
12. ↑  MacLean, Maggie. «Alice Cunningham Fletcher». History of American Women. Consultado el 5 de marzo de 2016.
13. ↑  Lurie, Nancy. «Alice Cunningham Fletcher». Encyclopedia. Consultado el 5 de marzo de 2016.
14. ↑  «A Life of Science and Public Service». Smithsonian National Museum of Natural History. Consultado el 5 de abril de 2016.
15. ↑  «Camping With the Sioux». Smithsonian National Museum of Natural History. Consultado el 5 de abril de 2016.
16. ↑  «Alice Cunningham Fletcher». Encyclopedia Britannica. Consultado el 8 de enero de 2016.
17. ↑  «Britannica.com». Consultado el 6 de febrero de 2016.
18. ↑  Mark,
 A Stranger in Her Native Land, 6 Link.
19. ↑  Chauvenet, Beatrice (1983). Hewett and Friends : A Biography of Santa Fe's Vibrant Era. Santa Fe, New Mexico: Museum of New Mexico Press. p. 160. ISBN 0890131368.
20. ↑  «Alice Cunningham Fletcher». American Anthropologist 25. 6 de abril de 1923.